# Chłoniaki
Chłoniaki (łac. lymphoma) – choroby nowotworowe wywodzące się z układu limfatycznego, dotykające najczęściej węzły chłonne, a czasami również inne narządy (np. płuca, skóra, jelita). Wszystkie chłoniaki są nowotworami złośliwymi, choć wyróżnia się postacie o mniejszej i większej złośliwości. Chłoniaki przebiegające z pierwotnym zajęciem szpiku nazywane są białaczkami (zespół leukemia-lymphoma). Chłoniaki leczone są głównie chemioterapią i radioterapią. W postaciach zlokalizowanych możliwe jest leczenie operacyjne.
Zaklasyfikowanie nowotworu do chłoniaków opiera się na dodatnim wyniku dla LCA (ang. leukocyte common antigen) w badaniu immunocytochemicznym. Chłoniakom towarzyszy zazwyczaj wysoka aktywność LDH. Tradycyjnie chłoniaki dzieli się na chłoniaki nieziarnicze i ziarnicę złośliwą (chłoniak Hodgkina).
Według WHO chłoniaki dzieli się na:
- chłoniaki B-komórkowe
- chłoniaki T/NK-komórkowe
- chłoniak Hodgkina (ziarnicę złośliwą)
- zaburzenia limfoproliferacyjne związane z niedoborem odporności.

## Klasyfikacja ICD10
| kod ICD10   | nazwa choroby                                                |
| ----------- | ------------------------------------------------------------ |
| ICD-10: C81 | Ziarnica złośliwa (choroba Hodgkina)                         |
| ICD-10: C82 | Chłoniak nieziarniczy guzkowy (grudkowy)                     |
| ICD-10: C83 | Chłoniak nieziarniczy rozlany                                |
| ICD-10: C84 | Obwodowy i skórny chłoniak z komórek T                       |
| ICD-10: C85 | Inne i nieokreślone postacie chłoniaka nieziarniczego        |
| ICD-10: C88 | Złośliwe choroby immunoproliferacyjne                        |
| ICD-10: C90 | Szpiczak mnogi i nowotwory złośliwe z komórek plazmatycznych |
| ICD-10: C91 | Białaczka limfatyczna                                        |